# Prawa człowieka w Erytrei
Prawa człowieka w Erytrei opierają się na prawie islamskim. Według międzynarodowych organizacji ds. praw człowieka, m.in. Human Rights Watch, prawa człowieka w Erytrei są systematycznie łamane. Od chwili uznania niepodległości przez Etiopię 24 maja 1993 roku władzę w kraju sprawuje Ludowy Front na rzecz Demokracji i Sprawiedliwości (EPLF), zaś prezydentem i szefem rządu jest Isajas Afewerki.

## Kontekst prawno-polityczny
23 maja 1997 roku przyjęto konstytucję, która do dziś nie została wprowadzona w życie. Władzę w kraju sprawuje Ludowy Front na rzecz Demokracji i Sprawiedliwości – jedyna legalnie działająca partia polityczna w Erytrei. Planowane na 2001 rok wybory parlamentarne zostały przesunięte na czas nieokreślony. Erytrea należy do Unii Afrykańskiej – organizacji dążącej m.in. do zapewnienia praw człowieka na terenie Afryki.

## Służba wojskowa
W 1995 roku wprowadzono obowiązkową 18-miesięczną służbę wojskową dla osób dorosłych. W rzeczywistości w Erytrei służba wojskowa nie jest ograniczona czasowo – zdarza się, że niektórzy żołnierze odbywają służbę wojskową przez kilka dekad. Prawo nie przewiduje alternatywnej formy odbycia służby dla osób, które sprzeciwiają się służbie wojskowej ze względu na wyznanie, poglądy lub pochodzenie etniczne. Powszechny pobór obejmuje m.in. młodych chłopców, dziewczęta w wieku 16 lat oraz starsze osoby. Często służba wojskowa wiąże się z przymusową pracą. Wielu Erytrejczyków ucieka z kraju w obawie przed powołaniem do wojska – z tego powodu Erytrejczycy stanowią trzecią co do wielkości grupę uchodźców próbujących dotrzeć do Europy. Osoby próbujące uniknąć poboru są prześladowane. Organizacja Amnesty International wykazała, że niektórzy uchodźcy z Erytrei odbyli 10 lub 15-letnią służbę wojskową. W niektórych przypadkach wciela się do wojska wielu członków rodzin w tym samym czasie. Członkowie rodzin odbywają służbę w różnych miejscach, przez co nie mogą korzystać z życia rodzinnego. Osoby zatrzymane podczas próby ucieczki przed powszechnym poborem są przetrzymywane przez nieokreślony czas – zatrzymani przebywają w podziemnych celach lub kontenerach.

## Wolność słowa
W Erytrei nie istnieje wolność słowa. W rankingu opracowanym w 2016 roku przez organizację Reporterzy bez Granic Erytrea zajęła ostatnie, 180. miejsce.

## Prawa polityczne
W Erytrei nie istnieją prawa polityczne. Władzę w kraju sprawuje Ludowy Front na rzecz Demokracji i Sprawiedliwości będący jedyną partią polityczną w kraju. Według Amnesty International w Erytrei przetrzymywanych jest ok. 10 tys. więźniów politycznych. Działalność opozycyjna jest zakazana.

## Wolność religijna

### Sytuacja chrześcijan
W 2010 roku 62,9% mieszkańców wyznawało chrześcijaństwo. W opublikowanym przez organizację Open Doors Światowym Indeksie Prześladowań w 2023 roku Erytrea zdobyła 89 punktów, co dało jej czwarte miejsce wśród krajów, w których dochodzi do prześladowań chrześcijan. Służby podporządkowane EPLF aresztują, nękają i zabijają chrześcijan, którzy są postrzegani jako agenci Zachodu dążący do obalenia rządu Afewerkiego. Rząd sympatyzuje z islamskimi grupami milicyjnymi (m.in. z al-Shabaab). Oskarża się rząd Erytrei o dostarczanie broni bojówkom islamskim. Największe prześladowania obejmują tereny nizinne wzdłuż Morza Czerwonego oraz granicę z Sudanem.
Władze Erytrei uznały trzy kościoły chrześcijańskie: Erytrejski Kościół Prawosławny, Kościół rzymskokatolicki oraz Kościół luterański. Chrześcijanie pochodzący z innych kościołów niż z Kościoła prawosławnego doświadczają presji ze strony tego ostatniego. Kościół prawosławny uznaje inne kościoły chrześcijańskie za nowe ruchy religijne, które działają nielegalnie.
W 2007 roku władze usunęły ze stanowiska patriarchę Erytrejskiego Kościoła Prawosławnego, który od tamtej pory przebywa w areszcie domowym. Od 1994 roku władze Erytrei prześladują również świadków Jehowy.

## Ucieczki z Erytrei
Co miesiąc z Erytrei ucieka ok. 5 tys. osób. Większość Erytrejczyków ucieka z powodu obowiązkowej służby wojskowej, trwającej nieokreślony czas. Uchodźcy z Erytrei uciekają przez Morze Czerwone do sąsiednich państw, a stamtąd do Europy. Do listopada 2014 roku 37 tys. Erytrejczyków szukało schronienia w Europie (w tym samym okresie ubiegłego roku schronienia szukało ok. 13 tys. osób). Najwięcej wniosków o azyl złożono w Szwajcarii, Szwecji i Niemczech.

## Reakcje międzynarodowe na sytuację w Erytrei
ONZ w raportach wielokrotnie wskazywało na naruszanie praw człowieka w Erytrei. W 2014 roku ONZ powołało komisję badającą problem niewolnictwa w Erytrei. Raport ONZ z 2015 roku został nazwany przez rząd Erytrei „podłym oszczerstwem”. Na początku lipca 2016 roku ONZ wezwała Unię Afrykańską do zbadania działalności erytrejskich polityków i  zbrodni przeciwko ludzkości. ONZ uważa, że w ciągu 25 lat Isajas Afewerki popełnił szereg zbrodni przeciwko Erytrejczykom. ONZ uważa, że ok. 400 tys. osób zostało uwięzionych przez władze.
W 2014 i 2015 roku Wielka Brytania i Dania uznały, że sytuacja Erytrei w obszarze powszechnego poboru do armii polepszyła się, przez co Erytrejczycy uciekający ze swojego kraju z tego powodu nie mają podstaw do uzyskania azylu politycznego. Od 1 kwietnia do 30 czerwca 2015 roku Wielka Brytania odrzuciła 66% wniosków o nadanie statusu uchodźcy uciekinierom z Erytrei.